# 賀茂神社 (福岡市)
賀茂神社（かもじんじゃ）は、福岡県福岡市早良区賀茂にある神社。ナマズを祀っている。

## 鯰神
1732年（享保17年）から1733年（享保18年）に西日本一帯で発生した享保の大飢饉の際、氏子が災いの鎮まるよう神に祈ると夢枕に鯰が現れて｢鯰を殺すな、金屑川をきれいにせよ」とお告げがあり、その通りにするとやがて飢饉が収まったという。
毎年9月15日の夜には、賀茂神社で菜種油を入れた小皿を並べて千の灯をともし、無病息災を祈る「賀茂神社の千灯明」が行われる。

## 交通アクセス
- 福岡市地下鉄七隈線賀茂駅から徒歩7分。